# Plaine-et-Vallées
Plaine-et-Vallées ist eine französische Gemeinde mit 2.334 Einwohnern (Stand: 1. Januar 2022) im Département Deux-Sèvres in der Region Nouvelle-Aquitaine. Sie gehört zum Arrondissement Bressuire und zum Kanton Le Val de Thouet.
Sie entstand als Commune nouvelle mit Wirkung vom 1. Januar 2019 durch die Zusammenlegung der bisherigen Gemeinden Brie, Oiron, Saint-Jouin-de-Marnes und Taizé-Maulais, die alle in der neuen Gemeinde den Status einer Commune déléguée haben. Der Verwaltungssitz befindet sich im Ort Oiron.

## Gliederung
| Ortsteil                | ehemaliger INSEE-Code | Fläche (km²) | Einwohnerzahl zum 1. Januar 2022 |
| ----------------------- | --------------------- | ------------ | -------------------------------- |
| Oiron (Verwaltungssitz) | 79196                 | 36,75        | 901                              |
| Brie                    | 79054                 | 11,96        | 173                              |
| Saint-Jouin-de-Marnes   | 79260                 | 22,77        | 535                              |
| Taizé-Maulais           | 79321                 | 21,23        | 725                              |

## Geographie
Die Gemeinde liegt rund zwölf Kilometer südöstlich von Thouars. Im Osten begrenzt der Fluss Dive das Gemeindegebiet im Westen der Thouet. Nachbargemeinden sind: Saint-Léger-de-Montbrun und Pas-de-Jeu im Norden, Saint-Laon und Arçay im Nordosten, Moncontour im Osten, Marnes im Südosten, Airvault im Süden, Irais und Saint-Généroux im Südwesten, Luzay im Westen, und Thouars im Nordwesten.